# Pierre Vergniaud
Pierre-Victorin (Victurnien) Vergniaud [verňjó] (31. květen 1753 Limoges – 31. října 1793 Paříž) byl francouzský právník, státník a umírněný revolucionář – girondista z období Francouzské revoluce.

## Život a kariéra

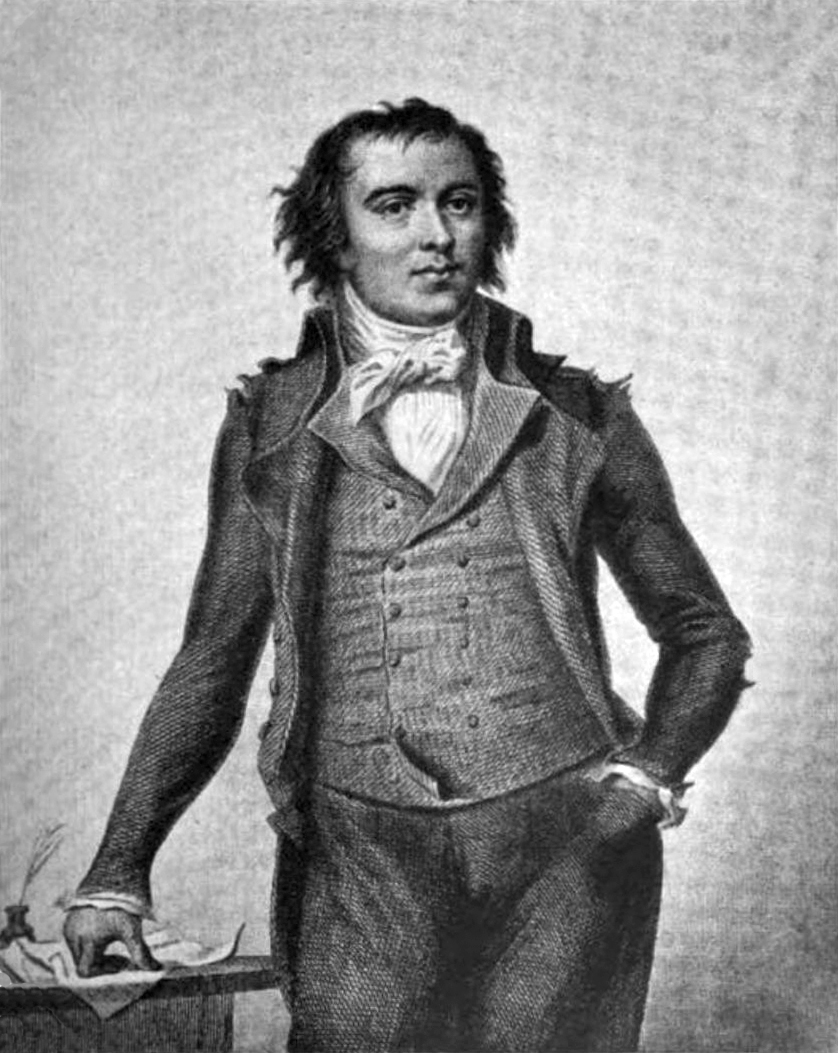
Pierre Vergniaud

Byl umírněný republikán, girondista. Narodil se 31. května v Limoges v departementu Gironde, jako syn Pierre Vergniauda a Catherine Baubiatové. Původně se připravoval na dráhu duchovního na jezuitské škole v Limoges, ale odešel ze semináře a po studiu práv se od roku 1782 věnoval advokacii v Bordeaux. Jako advokát byl velmi úspěšný a brzy se stal známou osobností. Roku 1789 byl zvolen do obecné rady v departementu Gironde a brzy se nadchl pro revoluci. Poté, co obhájil a prokázal nevinu Pierre Durieuxovi ve významném a slavném politickém procesu, byl roku 1791 zvolen do Zákonodárného shromáždění, kde se stal spolu s Elie Guadetem a Armandem Genosonném vůdcem umírněného levicového hnutí girondistů. Téhož roku byl díky svým skvělým řečnickým schopnostem zvolen předsedou Zákonodárného shromáždění. Měl zásadní podíl na vyhlášení války evropským zemím. V říjnu 1791 pronesl dva slavné projevy proti emigrantům a proti „nepřísežným“ kněžím (kteří odmítli přísahat věrnost republice). Vedl tvrdou politiku proti králi a monarchii.
Roku 1792 po svržení monarchie se girondisté chopili většiny ministerských míst a stali se vládnoucí stranou ve Francii. Vergniaud musel svádět každodenní boj s radikální stranou zvanou Hora. Byl prvním žalobcem krále Ludvíka XVI. Jako poslanec Konventu (za departement Gironde) se při procesu s králem vyjádřil zprvu pro možnost odvolání k lidu, později však hlasoval pro smrt. Roku 1793 se Vergniaud dostal do tvrdého boje s Horou – kordeliéry a jakobíny. Byl však spolu s jinými girondisty 2. června svržen. Odmítl opustit Paříž, byl zatčen a v říjnu 1793 popraven při krátkém procesu s girondisty.

## Hodnocení
Vergniaud je považován (spolu s Dantonem a Mirabeauem) za největšího řečníka revoluce, který měl ze všech revolucionářů nejblíže k lamartinovskému mýtu girondina jako talentovaného skeptického intelektuála s rysy dekadentního až melancholického romantika. Poslanec Konventu Paganel ve svých Pamětech zaznamenal, že Vergniaud během krizových zasedání Konventu pospával: „Nikdy jsem nepotkal člověka méně vhodného k tomu, aby hrál prvořadou roli na divadle revoluce. V okamžicích bezprostředního ohrožení pro něj bylo snazší očekávat smrt, než ji vnést do nepřátelských šiků.“ A dodal: „Byl to Démosthenés, jemuž bychom mohli vyčíst to, co řecký řečník vyčítal Athéňanům: bezstarostnost, lenost a náruživou náklonnost k rozkoším.“
Podle revoluční legendy právě on pronesl před revolučním soudem okřídlenou větu, že:
| „                                                     | Revoluce, jako Saturn, postupně požírá své děti. | “ |
| — Alphonse de Lamartine: Histoire des girondins, 1847 |                                                  |   |

## Z Vergniaudových projevů
- „To proti národu nebo samotnému Národnímu shromáždění a kvůli zachování nádhery trůnu král český a uherský s námi vede válku a král pruský pochoduje k našim hranicím. Ó, králi, bezpochyby jste věřil (...), že je třeba bavit lidi kázáními tak, jako se děti zabavují hračkami (...) Vy už nejste nic pro tuto ústavu, kterou jste tak hanebně porušil, pro tento lid, který jste tak zbaběle zradil!“ (srpen 1792)

- „Nejen Shromáždění zástupců lidu slíbilo Ludvíkovi nedotknutelnost; byl to samotný lid (...) Jen lidu náleží prohlásit, že nechce dodržet svůj slib. (...) Ať Ludvík bude žít nebo zemře, je možné, že mocnosti se prohlásí našimi nepřáteli; nicméně odsouzení zvýší pravděpodobnost vyhlášení války a je jisté, že – dojde-li k němu – smrt bude záminkou. ... Střezte se, aby se uprostřed vašich triumfů Francie nezačala podobat oněm slavným pomníkům, které v Egyptě porazily čas. Cizinec, který kolem nich prochází, je udiven jejich velikostí; chce-li však vstoupit, co nalezne? Bezdechý prach a mlčení hrobů.“ (31. prosince 1792 – při procesu s králem)